# Wigston Magna
Wigston Magna – miasto w Anglii, w hrabstwie Leicestershire, w dystrykcie Oadby and Wigston. Leży 7 km na południowy wschód od miasta Leicester i 137 km na północny zachód od Londynu. Miasto liczy 33 116 mieszkańców.